# يفهين نيمتايوف
يفهين نيمتايوف (بالأوكرانية: Немтінов Євгеній Сергійович)‏ (3 أكتوبر 1995 بتشيرنوفتسي في أوكرانيا - ) هو لاعب كرة قدم أوكراني في مركز الوسط. لعب مع دينامو كييف وFC Nistru Otaci ‏ ونادي بوكوفينا تشيرنوفتسي ونادي إيليتشيفيتس ماريوبول.

## وصلات خارجية
- يفهين نيمتايوف على موقع الاتحاد الدولي (مؤرشف)  (الإنجليزية)
- يفهين نيمتايوف على موقع اتحاد أوكرانيا (الإنجليزية)
- يفهين نيمتايوف على موقع قاعدة بيانات كرة القدم.إي يو (الإنجليزية)
- يفهين نيمتايوف على موقع Soccerway.com (الإنجليزية)
- يفهين نيمتايوف على موقع عالم كرة القدم.نت (الإنجليزية)
- يفهين نيمتايوف على موقع GSA (الإنجليزية)